# Bort-l’Etang
Bort-l’Etang – miejscowość i gmina we Francji, w regionie Owernia-Rodan-Alpy, w departamencie Puy-de-Dôme.
Według danych na rok 1990 gminę zamieszkiwało 409 osób, a gęstość zaludnienia wynosiła 27 osób/km² (wśród 1310 gmin Owernii Bort-l’Etang plasuje się na 461. miejscu pod względem liczby ludności, natomiast pod względem powierzchni na miejscu 626.).